# دانوون بیلی
دانوون بیلی (انگلیسی: Donovan Bailey متولد ۱۹۶۷ در جامائیکا) دوندهٔ دوهای سرعت اهل کانادا است که در المپیک ۱۹۹۶ آتلانتا ضمن کسب مدال طلای دو ۱۰۰ متر رکورد جهانی این رشته را ارتقا داد و تیم کانادا را نیز به مدال طلای دو ۴ در ۱۰۰ متر امدادی رساند. ویژگی جالب بیلی حداکثر سرعت بالایی بود که به آن می‌رسید. حداکثر سرعت او در فینال ۱۰۰ متر المپیک آتلانتا حدود ۱۲.۱۰ متر بر ثانیه اندازه‌گیری شده که سریعترین زمان اندازه‌گیری شده از یک انسان است. 
بیلی ۱۲ دسامبر ۱۹۶۷ در شهر منچستر جامائیکا به دنیا آمد. وی در ۱۳ سالگی به کانادا مهاجرت کرده و در دوران دبیرستان بسکتبال بازی می‌کرد. بیلی دو ۱۰۰ متر را از سال ۱۹۹۱ یعنی در ۲۴ سالگی آغاز کرد و تنها در سال ۱۹۹۴ بود که به طور جدی مشغول ورزش شد. شغل وی در آن زمان کارگزاری بازار بورس بود.
رکورد ۹.۸۴ ثانیه بیلی تا سال ۱۹۹۹ رکورد جهانی ۱۰۰ متر بود. رکورد جهانی دو غیر رسمی ۵۰ متر به میزان ۵.۵۶ ثانیه همچنان به بیلی تعلق دارد.

## رکوردهای شخصی
| مسابقه  | رکورد                          | میزبان         | تاریخ      |
| ------- | ------------------------------ | -------------- | ---------- |
| ۵۰ متر  | ۵٫۵۶ (۱۹۹۶ تاکنون)             | نوادا          | ۱۹۹۶       |
| ۶۰ متر  | ۶٫۵۱                           | مائباشی، ژاپن  | فوریه ۱۹۹۷ |
| ۱۰۰ متر | ۹.۸۴ (۱۹۹۶-۱۹۹۹) 0 (۱۹۹۶-۲۰۰۸) | آتلانتا        | ژوئیه ۱۹۹۶ |
| ۱۵۰ متر | ۱۴٫۹۹                          | تورنتو، کانادا | ۱۹۹۷       |
| ۲۰۰ متر | ۲۰٫۴۲                          | لوکرن          | ۱۹۹۸       |